# العامل المغترب (صحيفة)
جريدة العامل المغترب (بالدنماركية: Fremmedarbejderbladet) كانت مجلة للعمال الأجانب في الدنمارك نُشرت شهريًا من عام 1971 إلى عام 1977. نُشرت الورقة باللغة الدنماركية والتركية والصربية الكرواتية طوال مدتها، وباللغة العربية من عام 1971 إلى عام 1972، وباللغة الأردية من عام 1971 إلى عام 1972 ومن عام 1973 إلى عام 1977، وباللغة الإنجليزية من عام 1972 إلى عام 1973. شغل أولي هامر منصب رئيس التحرير.
كانت الصحيفة موجهة بشكل خاص إلى العمال الأجانب الذين وصلوا إلى الدنمارك من ستينيات القرن العشرين وحتى عام 1973 من تركيا ويوغوسلافيا وباكستان والشرق الأوسط وشمال أفريقيا (على غرار العمال الأجانب في ألمانيا [الإنجليزية]
)، كما قدمت معلومات عن السكن وتصاريح العمل والمفاوضة الجماعية والضرائب والصحة والسلامة في العمل والثقافة الدنماركية بشكل عام (بما في ذلكالثورة الجنسية في الدنمارك).
حصلت جريدة العامل المغترب على تمويل من مجموعة متنوعة من المصادر، بما في ذلك جمعية أصحاب العمل الدنماركية (DA)، الاتحاد الدنماركي لنقابات العمال [الإنجليزية]
 (LO)، والاتحاد الدنماركي للعمال غير المهرة والعمال المتخصصين (DASF، أو SiD)، ووزارة العمل، والجمعية الدنماركية للتعاون الدولي (جمعية الغوث الدنماركية [الإنجليزية]
)، وجمعية عمال الحدادة والآلات الدنماركية (الاتحاد الدنماركي لعمال المعادن [الإنجليزية]
 اليوم)، ومن الإعلانات والاشتراكات.